# Список особистих гербів президентів США
Багато президентів Сполучених Штатів мали герб; багато в чому через успадкування, привласнення або надання іноземних геральдичних інституцій. Зокрема, Дуайт Ейзенхауер, отримав його, ставши кавалером данського ордена Слона. Президенти США за статусом використовуєють печатку Президента США, але це посадовий символ, а не особистий герб. 

## Герби президентів
Головним герольдом Ірландії
| Герб | Ім'я президента та опис герба |
| ---- | --- |
|      | Герб Джорджа Вашингтона, 1-го президента, 1789–1797 рр. Щит: На срібному полі два червоних пояса, над якими три таких же п'ятикутних зірки. Клейнод: із шляхетської корони виникає чорний ворон. Девіз: Exitus acta probat (Результатом є перевірка вчинку). |
|      | Герб Джона Адамса, 2-го президента, 1797–1801 рр. Щит: У червоному полі шість хрестів з перехрещеними трьома перекладинами, у золотій главі три чорних кола, що обтяжені срібною лілією у центрі та двома такими ж левами-пасаннтами. Клейнод: срібний лев-пасант тримає в лапі хрест як у щиті. Девіз: Libertatem amicitiam retinebis et fidem (Свободу і дружбу ти бережеш і віру). |
|      | Герб Томаса Джефферсона, 3-го президента, 1801–1809 рр. Щит: У синьому полі срібний андріївський хрест та квадрат, у червоній главі три срібні голови леопарда. Клейнод: золота голова лева. Девіз: Ab eo libertas a quo spiritus (Той, хто дає життя, дає свободу). |
| Н/Д  | Джеймс Медісон, 4-й президент (1809–1817 рр.), герба не мав |
| Н/Д  | Джеймс Монго, 5-й президент (1817–1825 рр.), герба не мав |
|      | Герб Джона Квінсі Адамса, 6-го президента, 1825–1829 рр. Щит: Почетверртований: у 1-му срібному чвертьполі, на зеленій горі, олень біля сосни, в основі риба тріска в морі, все в колі тринадцяти синіх зірок (рід Адамсів); у 2-му чорному золота балка з нитковими облямівками між трьома такими ж марлетами (рід Сміт); у 3-му червоному полі сім пустих ромби 3, 3 і 1 (рід Квінсі); у 4-му червоному шість хрестів з перехрещеними трьома перекладинами, у золотій главі три чорних кола, що обтяжені срібною лілією у центрі та двома такими ж левами-пасаннтами. (рід Бойлстон). Клейнод: срібний лев-пасант тримає в лапі хрест як у щиті. Девіз: Fidem libertatem amicitiam retinebis (Віру, свободу і дружбу ти бережеш).               |
| Н/Д  | Ендрю Джексон, 7-й президент (1829–1837 рр.), герба не мав |
|      | Герб Мартіна ван Бюрена, 8-го президента, 1837–1841 рр. Щит: щит розсічений. У першому золотому полі червоний здиблений пес вліво, у другому червоному два зубчастих золотих пояса. Клейнод: срібний здиблений хорт між двома крилами, червоним і золотим. |
|      | Герб Вільяма Генрі Гаррісона, 9-го президента, 1841 р. Щит: на золотому тлі чорний пояс, обтяжений трьома золотими орлами, над яким чорний півмісяць. Клейнод: золота голова орла. |
| Н/Д  | Джон Тейлер, 10-й президент (1841–1845 рр.), герба не мав |
| Н/Д  | Джеймс Нокс Полк, 11-й президент (1845–1849 рр.), герба не мав |
|      | Герб Закарі тейлора, 12-ого президента,1849–1850 рр. Щит: оголена рука, що тримає стрілу. Девіз: Consequitur quodcumque petit (вилучити все, що випливає). |
| Н/Д  | Міллард Філлмор, 13й президент (1850–1853 рр.), герба не мав |
| Н/Д  | Франклін Пірс, 14-й президент (1853–1857 рр.), герба не мав |
| Н/Д  | Джеймс Б'юкенен, 15-й президент (1857–1861 рр.), герба не мав |
| Н/Д  | Авраам Лінкольн, 16-й президент (1861–1865 рр.), герба не мав |
| Н/Д  | Ендрю Джонсон, 17-й президент (1865–1869 рр.), герба не мав |
| Н/Д  | Улісс Грант, 18-й президент (1869–1877 рр.), герба не мав |
|      | Герб Розерфорда Хейза, 19-го президента, 1877–1881 рр. Щит: на ковадлі сокіл. Девіз: Recte (Правильно). Пізніший додатковий девіз: Qui patriae optime servit optime servit suis partibus (Той служить своїй партії краще, хто краще служить своїй країні). |
|      | Герб Джеймса Гарфілда, 20-го президента, 1881 р. Щит: У золотому полі три червоні пояси, у горностаєвому кантоні червоний хрест. Клейнод: із червоного серця виникає правиця, що тримає меча. Motto: In cruce vinco (Хрестом я перемагаю). |
|      | Герб Честера Алана Артура, 21-го президента, 1881–1885 рр. Щит: у червоному полі срібний шеврон між трьома золотими упорами (кларіонами). Клейнод: сокіл з дзвіночками на лапах. Девіз: Impelle obstantia (Відсуньте перешкоди убік). |
|      | Герб Гровера Клівленда, 22-го президента, 1885–1889 і 1893–1897 рр. Щит: кроквоподібний поділ на чорне та горностаєве поле, що обтяжені хмарободібними кроквами обернених кольорів. Клейнод: рибак в пояс у синьому строї у червоній шапці Ґюлса, що тримає у руці гарпун із линвою, що проходить за ним і згорнута в моток у лівиці. Девіз: Semel et semper (Раз і завжди). Альтернативні девізи: Pro Deo et patria (Для Бога і країни); Vincit amor patriae (Любов до країни підкорює). |
|      | Герб Бенджаміна Гаррісона, 23-го президента, 1889–1893 рр. Щит: на золотому тлі чорний пояс, обтяжений трьома золотими орлами, над яким чорний півмісяць. Клейнод: золота голова орла. |
| Н/Д  | Вільям Мак-Кінлі, 25-й президент (1897–1901 рр.), герба не мав |
|      | Герб Теодора Рузвельта, 26-го президента, 1901–1909 рр. Щит: У срібному полі на зеленому кургані, трояндовий кущ, що має три червоні квітки. Клейнод: три страусових червоно-срібних пера. Девіз: Qui plantavit curabit (Хто посадив, той збереже). Символізм: Герб Рузвельтів містять кущ троянди як промовисту назву: "Roosevelt", що голандською значить "трояндове поле". |
| Н/Д  | Вільям Говард Тафт, 27-й президент (1909–1913 рр.), герба не мав |
| Н/Д  | Вудро Вільсон, 28-й президент (1913–1921 рр.), герба не мав |
| Н/Д  | Воррен Гардінг, 29-й президент (1921–1923 рр.), герба не мав |
|      | Герб Калвіна Куліджа, 30-го президента, 1923–1929 рр. Щит: золотий грифон на зеленому полі. Клейнод: половина грифона як у щиті. Девіз: Virtute et fide (Доблестю та вірою). |
| Н/Д  | Герберт Гувер, 31-й президент (1929–1933 рр.), герба не мав |
|      | Герб Франкліна делано Рузвельта, 32-го президента, 1933–1945 рр. Щит: У срібному полі трояндовий кущ, що має три червоні квітки. Клейнод: три страусових червоно-срібних пера. Девіз: Qui plantavit curabit (Хто посадив, той збереже). Symbolism: Символізм: Герб Рузвельтів містять кущ троянди як промовисту назву: "Roosevelt", що голандською значить "трояндове поле". |
| Н/Д  | Гаррі Трумен, 33-й президент (1945–1953 рр.), герба не мав |
|      | Герб Дуайте Ейзенгавера, 34-го президента (1953–1961 рр.), отриманий після прийняття до складу данського Ордену слона 1950 р. Щит: на золотому полі синє ковадло. Клейнод: п’ять срібних п'ятикутних зірок, що з'єднані у пентаграму. Девіз: Peace through understanding (Мир через розуміння). Іноземні ордени: британський нашийний лицарський Великий Хрест Ордена Лазні (наданий 1945 р. ); стрічка з підвіскою хреста британського Ордену Заслуг (наданий 1945 р.); даниський нашийний знак лицаря Ордена Слона, нашийний знак лицаря королівського дому Чакри (наданий 1969 р.). Символізм: Ковадло уособлює той факт, що прізвище президента походить від німецького "iron hewer" (залізна теса), роблячи ці прикладом промовистого герба. |
|      | Герб Джона Фіцжеральда Кеннеді, 35-го президента (1961–1963 рр.), наданий Головним герольдом Ірландії Щит: У чорному полі із діагонально розбитим на горностаєву та червону частину бордюром три золоті шоломи. Клейнод: між двома оливковими гілками рука в латах тримає чотири стріли, вістрям вгору. |
|      | Герб Ліндона Джонсона, 36-го президента, 1963–1969 рр. Щит: У синьому полі червоний антріївський хрест із стрібним бардюром, що обтяжений золотою п'ятикутною зіркою, між чотирма такими ж орлами. Клейнод: рука в срібних латах, що тримає золотого орла. Девіз: Nobilitatis virtus non stemma character (Доброчесність, а не родовід - це знак шляхетності). |
| Н/Д  | Річард Ніксон, 37-й президент (1969–1974 рр.), герба не мав |
| Н/Д  | Джеральд Форд, 38-й президент (1974–1977 рр.), герба не мав |
| Н/Д  | Джиммі Картер, 39-й президент (1977–1981 рр.), герба не мав |
|      | Герб Рональда Рейгана, 40-го президента, 1981–1989 рр. Щит: у золотому полі чорний ведмідь з червоною зброєю, що тримає між передніх лап срібну п'ятикутну зірку, у чорній главі на золотій герцогській корон срібний сокік із золотим озброєнням. Клейнод: чорних пів коня обтяженого золотою маскою актора. Девіз: Facta non verba (Вчинки, а не слова). Іноземні ордени: нашийний лицарський Великий Хрест британського Ордену Лазні (наданий 1989 р.). |
| Н/Д  | Джордж Буш (старший), 41-й президент (1989–1993 рр.), герба не мав |
|      | Герб Білла Клінтона, 42-го президента, 1993–2001 рр., наданий Головним герольдом Ірландії Щит: у золотому полі посмугований червоний посмугований тричі срібно лев тримає в лапі зелену гілку оливи між двома чорними хрестами та двома зеленими листками конюшини. Клейнод: синій прямостоячий якір, на якому срібний напис SPES. Девіз: An leon do bheir an chraobh (Лев несе гілку). |
| Н/Д  | Джордж Буш (молодший), 43-й президент (2001–2009 рр.), герба не мав |
| Н/Д  | Барак Обама, 44-й президент (2009–2017 рр.), герба не мав |
| Н/Д  | Дональд Трамп, 45-й президент, (2017–2021 рр.). Особистий герб невідомий хоч організації The Trump Organization і Trump International Golf Links, Scotland мають корпоративні герби: |
| Н/Д  | Джо Байден, 46-й президент (2021–2нині), герба не мав |

## Зовнішні посилання
- Американське геральдичне товариство [Архівовано 10 серпня 2020 у Wayback Machine.]
- Інститут геральдики [Архівовано 8 серпня 2020 у Wayback Machine.], канцелярія адміністративного помічника секретаря армії
- Озброєння відомих американців: президенти США